# 턴스톨 부호화
턴스톨 부호화(영어: Tunstall coding)는 컴퓨터 과학과 정보이론에서 무손실 데이터 압축을 위한 엔트로피 부호화의 한 형태이다.

## 역사
턴스톨 부호화는 브라이언 파커 턴스톨 박사가 1967년에 조지아 공대에 있을 당시 그의 논문의 주제였다. 그의 논문 주제는 '무소음 압축 코드의 통합'(Synthesis of noiseless compression codes)이었다.